# Istrup (Brakel)
Istrup ist ein Ortsteil der Stadt Brakel im Kreis Höxter in Nordrhein-Westfalen. Das Dorf mit 678 Einwohnern (Stand 31. Dezember 2020) befindet sich im Tal der Aa zwischen Brakel und Bad Driburg.

## Geografie
Der Ort liegt rund 7 km westlich von Brakel zwischen Eggegebirge und Weser, direkt an der B 64. Durch das Tal verläuft der kleine Fluss Aa. Umgeben wird Istrup von den Brakeler Ortschaften Riesel und Schmechten und dem Bad Driburger Stadtteil Herste.

## Geschichte
Istrup wird erstmals im Jahr 1231 urkundlich erwähnt. Vermutlich ist das Dorf durch die Ansiedlung mehrerer benachbarter Anwesen entstanden. Der größte und bedeutendste Hof war das Anwesen der Ritter von Istincthorp, das durch eine Burg geschützt wurde. Der Standort dieser Burg entsprach wahrscheinlich dem der heutigen Kirche. Schon um 1158 taucht der Name dieses Adelsgeschlechts in Urkunden auf, verschwindet jedoch bis zum Ende des 15. Jahrhunderts. Im Jahr 1507 übernahmen die Herren von Asseburg das Lehen der Ritter von Istincthorp. Die Istruper Geschichte zwischen dem 13. und 18. Jahrhundert ist weitgehend unerforscht. Erst um das Jahr 1800 setzt eine kontinuierliche Geschichtsschreibung ein.
Istrup gehörte bis zu den Napoleonischen Kriegen zur Gografschaft Brakel  im Hochstift Paderborn. Im Königreich Westphalen bildete Istrup von 1807 bis 1813 eine Gemeinde im Kanton Brakel des Distrikts Höxter im Departement der Fulda und fiel dann an Preußen. 1816 kam die Gemeinde zum neuen Kreis Brakel und 1832 zum Kreis Höxter, in dem sie zum Amt Brakel gehörte. 
Um diese Zeit hatte Istrup die Form eines Straßendorfs, bei dem die Anwesen beiderseits einer Straße aufgereiht sind. Begrenzt wurde das Dorf durch den südlich auf einer Anhöhe verlaufenden Paderborner Weg und nördlich davon durch den ebenfalls auf einer Anhöhe angelegten Alten Postweg. Zwischen diesen beiden von Wald bestandenen Anhöhen war das Dorf Istrup angelegt worden. Durch die Enge des Tals zwischen zwei Höhenzügen war Ackerbau nur eingeschränkt möglich. Dieser Umstand führte dazu, dass schon im Jahr 1818 durch das Leinengewerbe und auswärts arbeitende Tagelöhner mehr Geld verdient wurde als im Ackerbau. Lehrer Ferdinand Ernst schrieb 1818 in seiner Chronik des Ortes, dass es noch weitere Gründe für die geringe Effektivität der Landwirtschaft gab. Er erwähnt, der Ackerbau würde nur schlecht und mit wenig Liebe, Emsigkeit und Aufmerksamkeit betrieben. Darüber hinaus sei der Ertrag so gering, dass er selbst für den Eigenbedarf kaum ausreiche, geschweige denn Überschuss für den Verkauf erwirtschaftet würde. Zu den weiteren Hauptfehlern zählten die Vernachlässigung der Rinderviehzucht und das Fehlen von Hilfskräften in der Landwirtschaft. Eine gute Möglichkeit zur Verbesserung des Einkommens im 19. Jahrhundert war für viele Istruper die Heimproduktion von Leinenerzeugnissen. In manchem Haushalt dieser Zeit stand ein Webstuhl. Die Erzeugnisse wurden nach Kassel geschafft und dort auf den Märkten verkauft.
Nach dem Ersten Weltkrieg wurde die wirtschaftliche Lage immer schlechter. Die Landwirtschaft diente nun in erster Linie zur Selbstversorgung und der Lebenssicherung. In Istrup wurden nahezu in jedem Haushalt Ziegen, Gänse, Hühner und sonstiges Kleinvieh gehalten. Eine Statistik aus dem Jahr 1924 weist für 82 Haushaltungen mit insgesamt 471 Personen die folgenden Zahlen aus: 12 Familien betrieben Landwirtschaft mit Pferden; 17 Familien beackerten ihre Felder mit Zugkühen; 19 Familien hielten eine Milchkuh und 34 Familien besaßen eine oder mehrere Ziegen. Nach dem Zweiten Weltkrieg wurde die Landwirtschaft zunehmend mechanisiert. Aus diesem Grund gaben immer mehr Kleinbauern ihren Hof auf. Heute gibt es nur noch drei landwirtschaftliche Vollerwerbsbetriebe in Istrup. 
Am 1. Januar 1970 wurde die Gemeinde Istrup durch das Gesetz zur Neugliederung des Kreises Höxter in die Stadt Brakel eingegliedert.
Istruper Firmen – u. a. zwei renommierte Bauunternehmen und das Ausbildungszentrum Bau – bieten heute vor Ort mehr als 70 Arbeitsplätze zuzüglich Lehrstellen für Auszubildende.